# Defence Force Football Club
Il Defence Force è una società calcistica trinidadiana con base a Chaguaramas. Il club gioca le sue partite casalinghe all'Hasley Crawford Stadium.

## Storia
Fondato nel 1974, Defence Force Football Club è il club di calcio di maggior successo della nazione, avendo vinto un totale di 20 campionati nazionali e 32 trofei totali, di cui 3 internazionali. Sono anche l'unica squadra del Trinidad e Tobago ad aver mai vinto la CONCACAF Champions' Cup, vinta nel 1978 e 1985. Nel 1985, il Defense Force Football Club ha raggiunto il treble, vincendo la TT Pro League,la TT Cup e CONCACAF Champions' Cup. Il club è l'unico club facente parte della CONCACAF ad aver raggiunto questa impresa, insieme a Cruz Azul.

## Palmarès

### Competizioni nazionali
- Campionato trinidadiano: 24

1972, 1973, 1974, 1975, 1976, 1977, 1978, 1980, 1981, 1984, 1985, 1987, 1989, 1990, 1992, 1993, 1995, 1996, 1997, 1999, 2010-2011, 2012-2013, 2019-2020, 2023
- Coppa di Trinidad e Tobago: 6

1974, 1981, 1985, 1989, 1991, 1996
- Coppa di Lega di Trinidad e Tobago: 3

2002, 2009, 2016
- Trinidad e Tobago League Cup: 1

1985
- Trinidad e Tobago President's Cup: 1

1972
- Trinidad e Tobago Pro Bowl: 1

2012

### Competizioni internazionali
- CONCACAF Champions' Cup: 2

1978, 1985
- CFU Club Championship: 1

2001

### Altri piazzamenti
- Campionato trinidadiano:

Secondo posto: 2000
Terzo posto: 2001, 2013-2014, 2023-2024
- Trinidad & Tobago FA Cup:

Finalista: 1995, 1998, 2005, 2011-2012
- Coppa di Lega di Trinidad e Tobago:

Finalista: 2000, 2004, 2010, 2012, 2013
- CONCACAF Champions' Cup:

Finalista: 1987, 1988
- Coppa Interamericana:

Finalista: 1985
- Campionato per club CFU:

Quarto posto: 2011

## Rosa attuale
| N. |                              | Ruolo | Calciatore         |
| -- | ---------------------------- | ----- | ------------------ |
|    | Trinidad e Tobago (bandiera) | P     | Kevin Graham       |
|    | Trinidad e Tobago (bandiera) | P     | Selwyn George      |
|    | Trinidad e Tobago (bandiera) | D     | Anton Pierre       |
|    | Trinidad e Tobago (bandiera) | D     | Addison Belfon     |
|    | Trinidad e Tobago (bandiera) | D     | Aklie Edwards      |
|    | Trinidad e Tobago (bandiera) | D     | Anton Joseph       |
|    | Trinidad e Tobago (bandiera) | D     | Corey Rivers       |
|    | Trinidad e Tobago (bandiera) | D     | Claude Adams       |
|    | Trinidad e Tobago (bandiera) | D     | Devin Jordan       |
|    | Tobago (bandiera)            | D     | Kelshall Alexander |
|    | Trinidad e Tobago (bandiera) | D     | Keston Williams    |
|    | Trinidad e Tobago (bandiera) | D     | Kenrick Saunders   |
|    | Trinidad e Tobago (bandiera) | D     | Michael Edwards    |
|    | Trinidad e Tobago (bandiera) | D     | Rawle Fletcher     |
|    | Trinidad e Tobago (bandiera) | C     | Balendemu Julis    |
|    | Trinidad e Tobago (bandiera) | C     | Christian Bapiste  |

| N. |                              | Ruolo | Calciatore         |  |
| -- | ---------------------------- | ----- | ------------------ |  |
|    | Trinidad e Tobago (bandiera) | C     | Christopher Durity |  |
|    | Trinidad e Tobago (bandiera) | C     | Dexter Pacheco     |  |
|    | Trinidad e Tobago (bandiera) | C     | Jerwyn Balthazar   |  |
|    | Trinidad e Tobago (bandiera) | C     | Kerwin Coa         |  |
|    | Trinidad e Tobago (bandiera) | C     | Kwesi Smith        |  |
|    | Trinidad e Tobago (bandiera) | C     | Leston Paul        |  |
|    | Trinidad e Tobago (bandiera) | C     | Ronald St Louis    |  |
|    | Trinidad e Tobago (bandiera) | C     | Ronald Boyce       |  |
|    | Trinidad e Tobago (bandiera) | C     | Sean Narcis        |  |
|    | Trinidad e Tobago (bandiera) | A     | Akil Pierre        |  |
|    | Trinidad e Tobago (bandiera) | A     | Akudu Goodridge    |  |
|    | Trinidad e Tobago (bandiera) | A     | Bevon Lewis        |  |
|    | Trinidad e Tobago (bandiera) | A     | Devon Jorsling     |  |
|    | Trinidad e Tobago (bandiera) | A     | Kevon Carter       |  |
|    | Trinidad e Tobago (bandiera) | A     | Odelle Armstrong   |  |
|    | Trinidad e Tobago (bandiera) | A     | Richard Roy        |  |

### Staff Tecnico
- Allenatore: Kerry Jamerson
- Vice-allenatore: Ross Russell
- Direttore Tecnico: Hutson Charles